# 鲍新民
鲍新民（1956年9月—），浙江安吉人，浙江省湖州市安吉县天荒坪镇余村村党支部原书记，“绿水青山就是金山银山”理念的践行者。2018年12月18日，在庆祝改革开放40周年大会上，鲍新民被授予改革先锋称号。